# 斯特里恰瓦
48°57′43″N 22°29′29″E / 48.96194°N 22.49139°E
斯特里恰瓦（烏克蘭語：Стричава）是烏克蘭西部的村莊，隸屬外喀爾巴阡州的烏日霍羅德區。該村始建於1602年，面積9.9平方公里，海拔高度378米，2001年人口246，人口密度每平方公里24.85人。